# North Bay (Südgeorgien)
Die North Bay (englisch für Nordbucht) ist der nördliche der drei Seitenarme des Prince Olav Harbour an der Nordküste Südgeorgiens. Die Einfahrt zu dieser Bucht wird im Nordosten durch den Fine Point und im Südwesten durch den Pig Point begrenzt.
Die deskriptive Benennung geht vermutlich auf Wissenschaftler der britischen Discovery Investigations zurück, die den Prince Olav Harbour 1929 kartierten.